# Acanthicolepis cousteaui
Acanthicolepis cousteaui är en ringmaskart som beskrevs av Laubier 1961. Acanthicolepis cousteaui ingår i släktet Acanthicolepis och familjen Polynoidae. Inga underarter finns listade i Catalogue of Life.